# Creaționism ortodox
Creaționismul ortodox este Creaționismul providențial bazat în același timp pe referatele biblice și concepția Sfinților Părinți asupra creării (facerii) lumii, cuprinse de obicei în cărțile intitulate Hexaimeron. Cel mai cunoscut nume al Creaționismului ortodox este, la ora actuală, Serafim Rose, un american convertit la Ortodoxie. Bisericile ortodoxe nu au adoptat vreo poziție oficială în disputa creaționism-evoluționism.

## Referatul biblic
Principalele referate se găsesc în Biblia sau Sfintele Scripturi în Cartea Facerii ("Geneza"), cap. 1.1-31; cap. 2.1-25; cap. 3.14-24 care prezintă concepția biblică despre apariției Universului, a omului și despre evenimentele istorice  ulterioare. Trebuie subliniat faptul că aceste texte nu sunt considerate ca putând fi complet înțelese fără legarea lor de restul textelor biblice.
Facerea 1.1 "La început a făcut Dumnezeu cerul și pământul" este urmat de Facerea 1.26 "Să facem om după chipul și asemănarea noastră "; trecerea de la singular la plural nu este de înțeles fără cunoștințe biblice extinse; cunoașterea unor texte ca Ioan 1.1-3, Ioan 14.16-17 și altele asemenea arată existența unui Dumnezeu în Treime, făcând logic pluralul amintit.
Versiunea fundamental pentru Ortodoxie a Cărții Facerii este cea din Septuaginta, ediție folosită de toți Sfinții Părinți. Este de remarcat că unii scriitori bisericești au folosit și alte versiuni ale Vechiului Testament, dar toți cei care au făcut aceasta nu sunt sfinți din punctul de vedere al Ortodoxiei (ba chiar cei mai mulți sunt considerați eretici).
Referatele biblice amintite au fost tâlcuite de mulți dintre Sfinții Părinți, cei mai reprezentativi fiind Sfântul Ioan Gură de Aur, Sfântul Vasile cel Mare, Sfântul Efrem Sirul, Sfântul Ambrozie al Mediolanului și Sfântul Grigorie de Nyssa, care au scris omilii la Hexaimeron (cele 6 zile ale facerii lumii). Alți Sfinți Părinți care au lăsat lucrări pe această temă sunt Sfântul Grigorie Teologul, Sfântul Macarie cel Mare, Sfântul Isaac Sirul, Sfântul Simeon Noul Teolog ș.a.a., la care se adaugă și scrierile altor sfinți sau creștini, ca Sfântul Grigorie Palama, Sfântul Grigorie Sinaitul, Sfântul Ioan de Cronștadt, Serafim Rose etc. Dintre teologii români, părintele Dumitru Stăniloaie s-a ocupat în mod repetat de această problemă, în conformitate cu principiile Creaționismului ortodox.

## Elemente din concepția ortodoxă asupra studierii Bibliei
Pentru a înțelege concepția ortodoxă despre Facerea lumii trebuie înțelese anumite elemente fundamentale, fără de care orice comunicare este de la început tăiată:
1) Pentru Ortodoxie Biblia sau Sfânta Scriptură este Cuvântul lui Dumnezeu, deci în întregime adevărată. (II Timotei 3.16-17 ș.a.a.)
2) Omul este supus greșelii, deci atunci când cunoștințele sau părerile omului sunt în contradicție cu Biblia, omul este cel care greșește, fie prin lipsa unor cunoștințe complete, fie printr-o greșită interpretare a datelor sau a Scripturii. (II Timotei 4.1-4 ș.a.a.)
3) Sfânta Scriptură sau Biblia nu se interpretează după voia omului; dat fiind că a fost scrisă prin inspirația Duhului Sfânt asupra proorocilor, ea poate fi interpretată doar de cei care au darul proorocesc în mod limpede. Aceștia sunt în primul rând Sfinții Părinți. Deci, orice încercare de înțelegere a Cuvântului lui Dumnezeu trebuie să plece de la aprofundarea poziției Sfinților Părinți asupra acestuia. (I Petru 1.10-12 II Petru  1.19-21; 3.15-16 I Corinteni 12.4-11 ș.a.a.)
4) Ca orice text proorocesc și textele patristice (ale Sfinților Părinți) prezintă dificultăți de citire și interpretare, deși evident mai mici decât textul biblic. Prima regulă pentru a evita interpretarea greșită este cunoașterea întregului text patristic, evitarea scoaterilor din context care duc la alterarea logicii inițiale a textului.
5) Exprimările despre Dumnezeu sunt în mod necesar antropomorfice. Într-adevăr, Dumnezeu fiind deasupra întregii Existențe creat, nu poate fi exprimat în Sine. Deci este exprimat prin comparație cu noțiuni cunoscute de oameni. Și la fel sunt exprimate și acțiunile sale. În fapt însă, ele nu sunt înțelese - în teologia ortodoxă - antropomorfic, ci ca exprimări relative (limitate de limitele înțelegerii și exprimării omenești) ale unui Adevăr suprem.
Este de subliniat faptul că orice teolog ortodox face deosebire între datele științifice din vremea Sfinților Părinți, în multe cazuri depășite, și datele teologice, rămase actuale.

## Concepția Sfinților Părinți asupra Facerii lumii
Sfinții Părinți mărturisesc în unanimitate sensul literal al referatelor biblice privind Creația într-o serie de aspecte fundamentale:
- crearea lumii din nimic;
- existența zilelor facerii ca zile tipice (obișnuite);
- crearea sau zidirea vietăților din țărână pe specii ("după felul lor" spune referatul biblic) și menținerea speciilor pentru totdeauna;
- crearea lumii ca foarte bună;
- supunerea Universului material omului (prin Adam și Eva);
- ispitirea și căderea omului și prin aceasta intrarea lumii sub stăpânirea stricăciunii;
- apariția morții în lume ca urmare a căderii omului în păcat (și nu înainte de aceasta!).
- geocentrismul: concepția conform căreia Pământul se află nemișcat în centrul Universului, conform Scripturii si Sfinților Părinți

Toate aceste opt puncte fundamentale constituie în fapt baza concepției creaționiste ortodoxe.
Când este vorba despre ce anume din Cartea Facerii trebuie interpretat literal și ce anume trebuie interpretat figurat sau alegoric, Sfinții Părinți ne înfățișează o învățătură foarte limpede. 
În tâlcuirea sa, Sfântul Ioan Gura de Aur chiar semnalează exact în anumite pasaje ceea ce este figurat și ceea ce este literal. El spune că aceia care încearcă să facă totul alegoric încearcă să ne nimicească credința.
În marea lor majoritate adevărurile din Cartea Facerii sunt situate la două niveluri: Există adevăruri literale și mai există - de multe ori spre folosul nostru duhovnicesc - adevăruri duhovnicești. De fapt, există sisteme de trei sau patru niveluri ale înțelesului; dar pentru noi este de ajuns să știm că există multe înțelesuri mai adânci în Scripturi, dar foarte rar este eliminat cu totul sensul literal. Doar ocazional înțelesul este complet figurat.

## Critici
Critici vin atât din partea evoluționiștilor, cât și din partea ortodocșilor fundamentaliști.
- "Au fost mulți care se gândeau că zilele creației ar fi ere geologice. Stăniloae însă a fost categoric."
- "Așa-zisul "creaționism științific" lovește în ortodoxie, pentru că e pură creație neoprotestantă."